# Bernard Andrieu (acteur)
Pour les articles homonymes, voir Bernard Andrieu et Andrieu.
Bernard Andrieu est un acteur français né le 4 octobre 1923 à Paris et mort le 25 décembre 2006 à Paris.
Comédien, spécialisé dans des seconds rôles, a été assez présent dans les années 1950 et 1960. 
Il a tourné pour le cinéma et la télévision, notamment des publicités, mais également a joué dans des pièces de théâtre.

Il a commencé sa carrière sous le nom de Bernard Andrieux.
Au théâtre, il a notamment participé à la création ou à la mise en scène de plusieurs pièces par Albert Camus.

## Théâtre
- 1953 : La Dévotion à la croix de Pedro Calderón de la Barca, mise en scène Marcel Herrand
- 1956 : La Cuisine des Anges d'Albert Husson, mise en scène Christian Gerard, au Théâtre de la Potinière à Paris
- 1957 : Le Chevalier d'Olmedo de Lope de Vega, mise en scène Albert Camus
- 1957 et 1958 : Caligula d'Albert Camus, mise en scène de l'auteur, au Petit Théâtre de Paris.
- 1961 : Requiem pour une nonne d'après William Faulkner, mise en scène Albert Camus
- 1963 : L'Aiglon d'Edmond Rostand, mise en scène Maurice Lehmann

## Filmographie

### Cinéma
- 1955 : Série noire de Pierre Foucaud] (comme B. Andrieux)
- 1955 : L'impossible Monsieur Pipelet d'André Hunebelle (comme B. Andrieux)
- 1956 : Mémoires d'un flic de Pierre Foucaud (comme B. Andrieux)
- 1956 : Mademoiselle et son gang de Jean Boyer
- 1959 : Natercia de Pierre Kast : Armand
- 1959 : Recours en grâce de Laszlo Benedek
- 1960 : Les Mordus de René Jolivet : Fisher
- 1960 : La Morte-Saison des amours de Pierre Kast

### Télévision
- 1960 : Les Cinq Dernières Minutes, épisode no 17 Le dessus des cartes de Claude Loursais : le navigant
- 1964 : Thierry La Fronde, Saison no 3 épisode no 2 Les Héros de Robert Guez : le soldat anglais (comme B. Andrieux)
- 1966 : L'Âge heureux de Philippe Agostini